# أولي جنوبي
أولي جنوبي (بالفارسية: الی جنوبی) هي قرية تقع في مقاطعة دير في بوشهر في إيران. يقدر عدد سكانها بـ 364 نسمة بحسب إحصاء 2016.